# Монтополи-ди-Сабина
Монтополи-ди-Сабина (итал. Montopoli di Sabina) — коммуна в Италии, располагается в регионе Лацио, в провинции Риети.
Население составляет 4136 человек (2008 г.), плотность населения составляет 110 чел./км². Занимает площадь 38 км². Почтовый индекс — 2034. Телефонный код — 0765.
Покровителем коммуны почитается святой Михаил Архангел, празднование 29 сентября.

## Демография
Динамика населения:

## Администрация коммуны
- Официальный сайт: http://www.montopoli.org/